# Thomas Aboagye Mensah

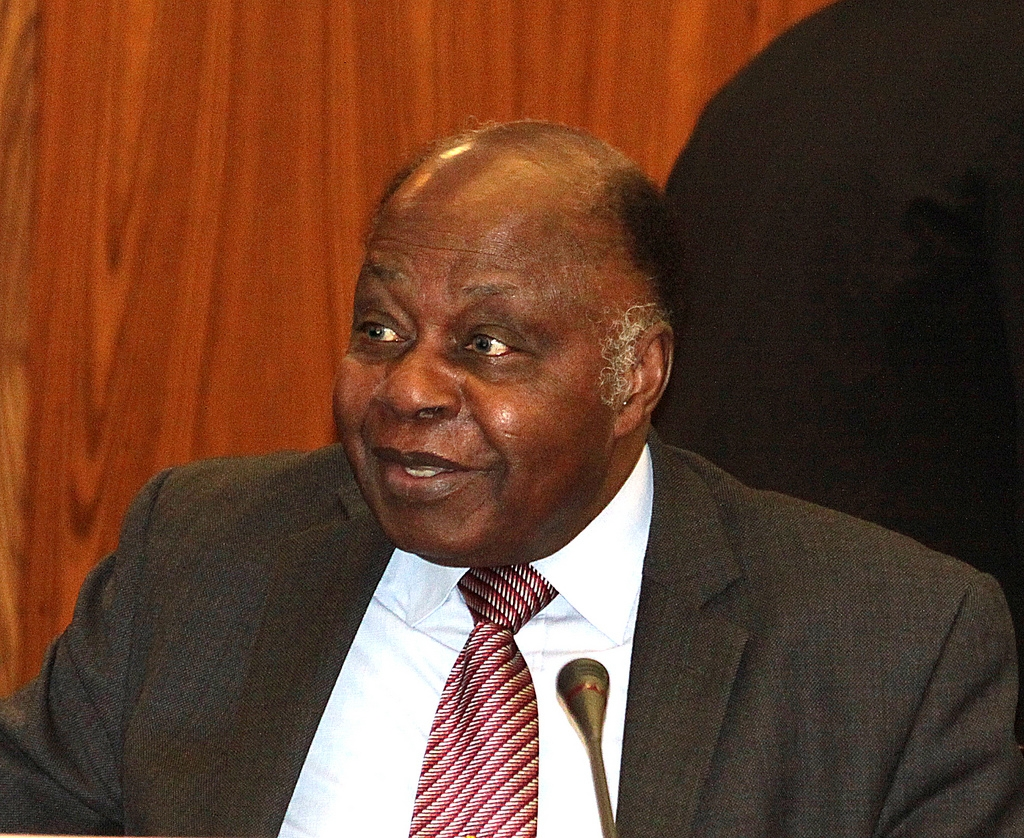
Thomas A. Mensah, 2013

Thomas Aboagye Mensah (* 12. Mai 1932 in Kumasi; † 7. April 2020 in London) war ein Jurist aus Ghana. Er war Richter am Internationalen Seegerichtshof von dessen Gründung im Jahr 1996 bis 2005 und während dieser Zeit von 1996 bis 1999 der erste Präsident in der Geschichte des Gerichts.

## Leben
Seine Schulbildung erhielt Thomas A. Mensah an der Achimota School in Accra. Hieran schloss sich das Studium der Philosophie an, das er 1956 mit einem B.A.-Abschluss an der Universität von Ghana abschloss. Drei Jahre später erwarb er einen Bachelor of Laws an der University of London. 1962 schloss er ein Studium an der Juristischen Fakultät der Yale University mit dem Master of Laws ab, zwei Jahre später promovierte er ebenfalls in Yale. Anschließend kehrte er in sein Heimatland zurück und war von 1962 bis 1968 als Dozent an der Universität von Ghana sowie von 1966 bis 1968 als Dekan von deren juristischer Fakultät tätig. Darüber hinaus wirkte er von 1965 bis 1966 als Justizbeamter der Internationalen Atomenergieorganisation in Wien.
Von 1968 bis 1990 war er Rechtsberater und Assistent des Generalsekretariats der Internationalen Seeschifffahrts-Organisation und darüber hinaus von 1981 bis 1990 Gastprofessor an deren Bildungseinrichtung, der World Maritime University in Malmö. Des Weiteren wirkte er als Professor an der Universität Leiden (1993/1994) und am Institut für Seerecht der University of Hawaii (1993–1995). Von 1995 bis 1996 war er Hochkommissar Ghanas in Südafrika.
Ab dem 1. Oktober 1996 gehörte er dem neugegründeten Internationalen Seegerichtshof in Hamburg an. Mit Beginn der Arbeit des Gerichts wurde er für die Zeit von 1996 bis 1999 zu dessen erstem Präsidenten gewählt, anschließend verblieb er bis 2005 als Richter am Gericht. Seit seinem Ausscheiden berät Mensah Regierungen, internationale Organisationen und Anwaltskanzleien in Fragen des internationalen See- und Umweltrechts. Hierbei bleibt er mit der Arbeit des Gerichtshofs verbunden. So wurde er im Rechtsstreit zwischen Bangladesch und Myanmar um den Grenzverlauf im Golf von Bengalen von der Klägerseite als Ad-hoc-Richter bestimmt.
Am 4. Februar 2013 wurde er zum Mitglied eines fünfköpfigen Schiedsgerichts im Rahmen des Seerechtsübereinkommens berufen. Zusammen mit Aun Schaukat al-Chasauneh, Elsa Kelly, Bernard H. Oxman und Bruno Simma sollte er über einen seerechtlichen Streit zwischen Argentinien und Ghana entscheiden. Ferner übernahm er zum 21. Juni 2013 den Vorsitz in einem weiteren Schiedsverfahren im Rahmen des Seerechtsübereinkommens zwischen den Philippinen und China.
Im Rechtsstreit zwischen den Niederlanden und Russland über die Vorkommnisse auf der Arctic Sunrise wurde Mensah am 10. Januar 2014 ebenfalls zum Schiedsrichter und Vorsitzenden bestellt. Seit dem 12. Januar 2015 fungiert er zudem als Ad-hoc-Richter am Internationalen Seegerichtshof im Rechtsstreit zwischen Ghana und der Elfenbeinküste um den Verlauf der Seegrenze im Atlantischen Ozean.
Am Internationalen Gerichtshof wurde er in einem Fall zwischen Nicaragua und Kolumbien zum Ad-hoc-Richter ernannt.

## Auszeichnungen (Auswahl)
Die Internationale Seeschifffahrts-Organisation verlieh Mensah den International Maritime Prize 2012. Darüber hinaus war er seit 1989 Mitglied des Institut de Droit international.

## Werke (Auswahl)
- als Herausgeber: Ocean Governance. Strategies and Approaches for the 21st Century (= The Law of the Sea Institute. Proceedings. Vol. 28). Law of the Sea Institute, Honolulu HI 1996, ISBN 0-911189-31-9.
- als Mitherausgeber: Sustainable Development and Preservation of the Oceans. The Challenges of UNCLOS and Agenda 21 (= The Law of the Sea Institute. Proceedings. Vol. 29). Law of the Sea Institute, Honolulu HI 1997, ISBN 0-911189-32-7.